# Emmenomma
Emmenomma (лат.) — род аранеоморфных пауков из семейства Macrobunidae клады Entelegynae. Включает 3 вида. До 2023 года трактовался в составе семейства Пауки-амауробииды.

## Описание
Мелкие пауки, длина от 4,95 мм у Emmenomma joshuabelli и 6,32 мм у Emmenomma obscurum до 10,6 мм у Emmenomma oculatum. Встречаются в Южной Америке: Аргентина, Чили, Фолклендские острова. Известно 3 вида. Этот род был описан в 1884 году французским арахнологом Эженом Симоном в составе семейства Agelenidae. В 1967 году Лехтинен поместил его в Amaurobiidae, а затем в 2023 году Горно, Крюс, Кала-Рикельме, Монтана, Спанья, Балларин, Алмейда-Сильва и Эспозито пересмотрели классификацию и поместили его в семейство Macrobunidae.
- Emmenomma joshuabelli Almeida-Silva, Griswold & Brescovit, 2015
- Emmenomma obscurum Simon, 1905
  - Emmenomma oculatum obscurum Simon, 1905
- Emmenomma oculatum Simon, 1884
  - Emmenomma falklandicum Hogg, 1913
  - Emmenomma beauchenicum Usher, 1983